# Проверженка
Проверженка — деревня в Починковском районе Смоленской области России. Входит в состав Прудковского сельского поселения. Население — 52 жителя (2024 год). 
Расположена в центральной части области в 2 км к западу от Починка, в 1 км восточнее автодороги А141 Орёл — Витебск, на берегу реки Хмара. В 2,5 км севернее деревни расположена железнодорожная станция Починок на линии Смоленск — Рославль. 

## История
В годы Великой Отечественной войны деревня была оккупирована гитлеровскими войсками в июле 1941 года, освобождена в сентябре 1943 года. 25 июня 1941 года над Проверженкой был сбит первый фашистский самолёт в Починковском районе.  